# 서운중학교 (경기)
서운중학교(瑞雲中學校)는 대한민국 경기도 안성시 서운면 인리에 있는 공립 중학교이다.
남사당전수학교

## 학교 연혁
- 1972년 12월 26일 : 서운중학교 6학급 설립인가
- 1973년 3월 1일 : 초대 박재남 교장 취임
- 1973년 5월 3일 : 개교식
- 1976년 1월 17일 : 제1회 112명 졸업
- 1996년 6월 21일 : 남사당풍물 전수관 준공 (442.08m2)
- 2003년 12월 24일 : 특별실 증축 (3실 526.77m2)
- 2009년 3월 1일 : 7학급 인가(일반학급 6학급, 특수학급 1학급)
- 2010년 3월 1일 : 교육과학기술부 지정 농산어촌 전원학교
- 2012년 3월 1일 : 예술중점 특성화학교 지정
- 2019년 9월 1일 : 제20대 이정숙 교장 취임
- 2024년 1월 4일 : 제49회 졸업식(졸업생 17명, 총 졸업생수 4,147명)
- 2024년 3월 4일 : 4학급 인가(일반학급 3학급, 특수학급 1학급)

## 참고 자료
- 서운중학교 - 한국교육학술정보원 학교알리미